# Stabilisator (Lebensmittelzusatzstoff)
Stabilisator ist nach der Anhang VII Teil C der Lebensmittel-Informationsverordnung, zuvor in Anlage 2 der Verordnung über die Kennzeichnung von Lebensmitteln geregelt, eine Klasse von Zutaten, die – als solche bezeichnet – Lebensmitteln zugesetzt werden können. Stabilisatoren sind kennzeichnungspflichtig und müssen, wie alle anderen Lebensmittelzusatzstoffe, getestet worden sein, ehe sie auf Grund der Ergebnisse zugelassen werden können.
Stabilisatoren sind keine einheitliche Stoffklasse im Sinne von chemischen Verbindungen, sondern können sehr verschiedene chemische Substanzen (oder Mischungen chemischer Substanzen) sein. Die gemeinsame Eigenschaft von Stabilisatoren ist, dass sie bei Zusatz zu einem metastabilen System dessen Beschaffenheit, Handhabbarkeit, Aroma oder andere Parameter in definierter Weise erhalten –  stabilisieren. Ein Stabilisator kann eine oder zusätzlich mehrere Funktionen haben.

## Anwendungen
- Alginate stabilisieren die Schaumigkeit in Milchshakes.
- Antioxidationsmittel wie Vitamin C verhindern die Oxidation von Aromastoffen und wirken geschmacksstabilisierend.
- Bienenwachs wird bei der Herstellung von Süßigkeiten auf Gelatinebasis (z. B. Gummibären) als Überzugs- und Trennmittel verwendet. Bei hygroskopischen Pastillen oder Bonbons – z. B. Lakritzewaren – verhindert es Wasseraufnahme.
- Calciumsulfat wird zugesetzt zum Erhalt der Krumigkeit von Brot oder als Verklumpungshemmer in Backmischungen.
- Emulgatoren wirken als Stabilisatoren von meist Zweiphasengemischen wie Salatsaucen oder Brotaufstrichen (z. B. Erdnussbutter oder Nuss-Nougat-Creme).
- Farbstabilisatoren dienen dem Erhalt von Lebensmittelfärbungen.
- Feuchthaltemittel binden Wasser und können dadurch das Austrocknen von Lebensmitteln verhindern.
- Geliermittel quellen in Wasser oder binden Wasser und geben dadurch Suppen, Saucen oder Puddingen eine sämige bis feste Konsistenz.
- Maltodextrin ist Trägersubstanz und Stabilisator beim Lyophilisationsvorgang (z. B. Zugabe in Kaffee zur Stabilisierung der Pulverkaffee-Körnchen).[1]
- Polyphosphate (E 452) binden und stabilisieren Calcium (Ca2+) in Lebensmitteln.
- Reismehl wird bei der Herstellung von Snacks (Keksen, gebrannte Mandeln etc.) verwendet, da es das Aneinanderkleben verringert[2] und außerdem ein guter Träger für Farb- und Geschmacksstoffe darstellt.[3]
- Säureregulatoren, zum Beispiel Kaliumsalze der monomeren Phosphorsäure (E 340, gemeinsame E-Nummer der drei Kaliumphosphate Kaliumdihydrogenphosphat KH2PO4, Monokaliumphosphat, Dikaliumhydrogenphosphat K2HPO4, Dikaliumphosphat und Kaliumphosphat K3PO4, Trikaliumphosphat) halten den Säuregehalt von Lebensmitteln konstant, sie puffern den pH-Wert.
- Schaumverhüter vermeiden unerwünschte Schaumbildung, zum Beispiel bei Getränken mit hohem Eiweißgehalt.
- Verdickungsmittel stabilisieren in Lebensmitteln eine bestimmte Konsistenz oder Textur (Mundgefühl) oder können auch Fettigkeit imitieren, um fettarme Leichtprodukte fetter erscheinen zu lassen.